# Hold Katalánsku
V díle Hold Katalánsku (Homage to Catalonia) zaznamenal anglický politický žurnalista a spisovatel George Orwell své osobní zkušenosti a poznatky z doby od prosince 1936 do června 1937 o španělské občanské válce, které se aktivně zúčastnil v řadách milice strany POUM.
Kniha byla prvně vydána v roce 1938 ve Velké Británii. Během jeho života byla dále vydána pouze v italštině, pět let po jeho smrti (tedy v roce 1955) také ve francouzštině. Ve Spojených státech byla vydána roku 1952. Český překlad vyšel roku 1991 v nakladatelství Odeon a revidovaný překlad v roce 2015 v nakladatelství Argo.